# Ebracher Ferienseminare
Die Ebracher Ferienseminare waren private akademische Seminare, die vom Staatsrechtler Ernst Forsthoff ins Leben gerufen wurden und von 1957 bis 1971 jährlich im oberfränkischen Ort Ebrach stattfanden.

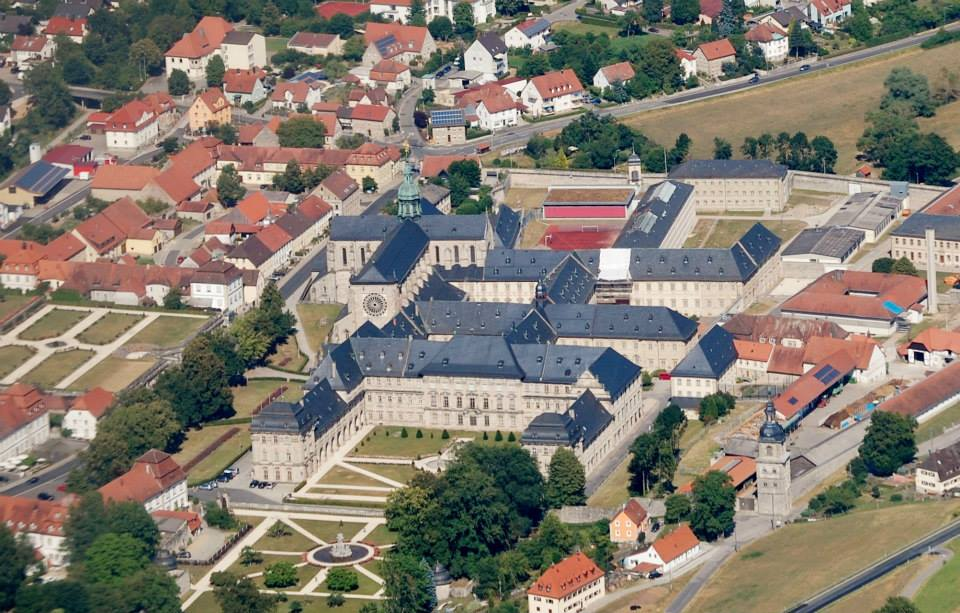
Kloster Ebrach, mit Teilen der Klostergaststätte vorne links

## Geschichte
Keimzelle der Ebracher Ferienseminare war das öffentlich-rechtliche Seminar des Carl-Schmitt-Schülers Ernst Forsthoff, seinerzeit einer der bedeutendsten Vertreter des Öffentlichen Rechts in Deutschland. Dieses fand im vertrauten Kreis in Forsthoffs Wohnhaus, einer alten Mühle in Schlierbach, einem Vorort von Heidelberg, statt. Dort kam von Seiten der teilnehmenden Studenten erstmals der Vorschlag auf, die von Forsthoff für diverse Rechtsgutachten eingenommenen Honorare für die Finanzierung eines Seminars einzusetzen. Bereits zuvor regte Martin Heidegger – vermittelt durch Ernst Rudolf Huber – bei Forsthoff die Abhaltung eines solchen „Zusammensein[s] von etwa einer Woche  irgendwo im Maingebiet“ an. Dabei sollte vor allem die Idee des Studium generale gefördert werden, da Forsthoff davon ausging, dass dessen Ziele „nur außerhalb der Universität“ erreicht werden könnten. Die Ebracher Seminare sollten daher auch eine Art „Gegen-Universität“ darstellen. Zudem wollte Forsthoff seinem akademischen Lehrer Schmitt, der aufgrund seines Verhaltens während der NS-Zeit aus dem wissenschaftlichen Betrieb fast vollständig ausgeschlossen war, wieder eine Möglichkeit des wissenschaftlichen Austausches und der Mitwirkung eröffnen. Für Schmitt waren die Seminare „das wichtigste und letzte Forum“, in dem er zur akademischen Jugend sprechen konnte. Ernst-Wolfgang Böckenförde betonte später Schmitt gegenüber, dass Ebrach „nicht zuletzt dank Ihrer Anwesenheit, ungeheuer anregend und geistig konzentriert“ war. Schmitt nahm mehr als zehn Mal an den Seminaren teil.
Durch Forsthoffs Bekanntschaft mit dem Bamberger Landrat war ein Tagungsort schnell gefunden, so dass die Seminare stets im neben dem Ebracher Kloster gelegenen Gasthof Klosterbräu stattfinden konnten. Ebrach lag recht abgeschieden und war nur von Würzburg aus nur einmal täglich per Postbus zu erreichen. Die Idee einer fächerübergreifenden Tagung fand Anklang in Forsthoffs Bekanntenkreis, so dass aus diesem zum ersten Ferienseminar Arnold Gehlen, Hubert Schrade, Pascual Jordan, Richard Hauser, Hans Schomerus und natürlich Carl Schmitt als Referenten gewonnen werden konnten. Das erste Ferienseminar fand Ende September/Anfang Oktober 1957 statt. Im ersten Jahr wurden die Sitzungen noch von teilnehmenden Studenten protokolliert, erst ab 1965 wurden Mitschnitte auf Tonband angefertigt. Im Nachlass von Carl Schmitt finden sich zudem stenographische Notizen zu einzelnen Vorträgen und Diskussionsrunden.
Der Ablauf der Seminare war stets der gleiche. Ein Student im fortgeschrittenen Semester wurde von Forsthoff mit der Organisation betraut. Als Referenzpunkt für den Inhalt des Seminars diente ein möglichst allgemein gehaltenes Thema. Zur Vorbereitung wurde an alle Teilnehmer eine Literaturliste verschickt, deren gewissenhafte Durcharbeitung erwartet wurde. Forsthoff persönlich kümmerte sich um die Teilnehmerauswahl, wobei er um eine ausgewogene Mischung von fachlichen und geographischen Hintergründen bemüht war. Das Seminar fand im Herbst statt und dauerte stets zwei Wochen, wobei die komplette Anwesenheit aller Teilnehmer dringlichst erwünscht war, zumindest aber wurde die Anwesenheit der Vortragenden für einige Tage erwartet. An jedem Vormittag gab es einen Vortrag, worauf nach einer kurzen Aussprache ein gemeinsames Mittagessen folgte. Der Nachmittag war für die weitere Diskussion des Vortragthemas vorgesehen, der Abend wurde für den weiteren Austausch in kleineren Gruppen genutzt. Zudem wurden verschiedene Ausflüge in die nähere Umgebung unternommen, auch um der Kontaktpflege und der Vertiefung neuer Begegnungen zwischen den Teilnehmern Raum zu geben. Die Seminarteilnehmer kamen teilweise bei Privatleuten unter und lokale Würdenträger wie der Landrat, der Bürgermeister oder der örtliche Pfarrer begrüßten die akademischen Gäste.
Als Folge der Emeritierung Forsthoffs, durch die er den Kontakt zu Studenten immer mehr verlor, der altersbedingten Weigerung Schmitts, weiter an den Seminaren teilzunehmen, und nicht zuletzt des Todes Hubert Schrades', der Forsthoff bei der inhaltlichen Leitung der Tagungen unterstützt hatte, wurde die Organisation der Seminare immer schwieriger. Auch durch den stattgefundenen Wandel der Wissenschaftslandschaft und die Umbrüche in Folge der 68er-Bewegung erschien das Format der Ebracher Ferienseminare als immer unzeitgemäßer. Forsthoff schrieb dazu an Schmitt: „Aber vielleicht passt Ebrach nicht mehr in diese Zeit. Die Findung von Referenten wurde zudem immer schwieriger, da kaum noch jemand bereit war, sich die Zeit zu nehmen, um dem Seminar mehrere Tage beizuwohnen. Außerdem richtete sich Forsthoffs Einladungspolitik nicht nur nach rein akademischen Kriterien, vielmehr wurde darauf geachtet, welche Wissenschaftler zu „Ebrach“ passten und auch auf die persönlichen Befindlichkeiten Carl Schmitts wurde Rücksicht genommen, so dass eine Einladung z. B. Rudolf Smends nicht in Frage kam. Schließlich konnte nach einem in verkleinertem Umfang stattgefundenem Seminar 1971 mit nur 17 Teilnehmer die für das darauffolgende Jahr zum Thema „Sprache“ geplante Tagung nicht mehr stattfinden. Insgesamt fanden somit 15 Seminartagungen in Ebrach statt.

## Wirkung und Rezeption
Die Referate wurden frei gehalten, ein bloßes Verlesen von vorbereiteten Manuskripten war unter den Teilnehmern verpönt. Eine spätere Veröffentlichung der Vorträge blieb daher die Ausnahme, auch um den Gesprächscharakter der Treffen nicht zu zerstören. Dennoch waren die Ebracher Seminare aufgrund ihrer thematischen Offenheit und ihres fächerübergreifenden Ansatzes „Kristallisationspunkt“ für mehrere bedeutende Publikationen. So wurde Carl Schmitt auf der Tagung des Jahres 1959 zu der Ausarbeitung seines Vortrages Tugend-Wert-Surrogate angeregt, den er später als Privatdruck unter dem Titel Die Tyrannei der Werte unter den Teilnehmern verteilen ließ. 1964 hielt Ernst-Wolfgang Böckenförde seinen möglicherweise berühmtesten Vortrag Die Entstehung des modernen Staates als Vorgang der Säkularisation im Rahmen des Ebracher Seminars. In diesem formulierte er das bekannte Böckenförde-Diktum.
Aufgrund des Teilnehmerkreises, der langjährigen Ausrichtung und der vielfältigen Anstöße, die von den Ebracher Seminaren ausgingen, kam der Institution „Ebrach“ geradezu legendärer Ruf zu. In etwa vergleichbar sind die Ebracher Ferienseminare mit dem Collegium Philosophicum Joachim Ritters, mit dem es auch personelle Überschneidungen gab. Reinhard Mehring nannte die Ferienseminare sogar eine „echte Parallelaktion zum Ritter-Kolloquium“. Von den studentischen Teilnehmern wurden die Ferienseminare sehr positiv aufgenommen, als Gründe dafür können „das besondere Klima der Veranstaltung, die Atmosphäre des gelehrten Gesprächs und der sinnliche Eindruck des persönlichen Umgangs mit den Lehrmeistern“ gelten. Forsthoff selbst bezeichnete die Ebracher Seminare als „[w]issenschaftssoziologisch […] nicht uninteressantes Phänomen, das zeigt, daß Freiheit heute nur noch im Bereich des Privaten und der finanziellen Unabhängigkeit möglich ist.“ Arnold Gehlen gratulierte Forsthoff „zu dem besonders ausgezeichneten, wirklich bemerkenswerten Kreis der um Sie in Ebrach Versammelten“ und beschied ihm, dass „kein einziger Neo-Neandertaler“ unter „diesen jungen Leuten“ zu finden sei. Auch Joachim Ritter zeigte sich dankbar über die Institution „Ebrach“ und schrieb an Forsthoff:

„Der Kreis junger, weltoffener und kluger, denkender Menschen, den Sie dort um sich gesammelt haben, hat mich recht ermutigt und mir Hoffnung gegeben, daß das, was wir zu tun haben, nicht ganz in der gegenwärtigen Massenuniversität untergehen und schließlich diejenigen finden wird, die es weitergeben. Vielleicht ist es ja immer in der geschichtlichen Welt die Bestimmung des vernünftigen Geistes, in esoterischer Wirkung auf den kleinen Kreis beschränkt zu sein, und wir lassen uns nur durch die bürgerliche Bildung des 19. Jahrhunderts über das täuschen, was an sich normal ist.“

## Themen (Auswahl)
- Tugend und Wert in der Staatslehre (1959)
- Natur-Begriff (1962)
- Säkularisation (1964)
- Utopie (1965)
- Institution und Ethik (1966)
- Die gegenwärtige Situation des Staates (1967)
- Jenseits von Restauration und Revolution (1968)
- Wesen und Funktion der Öffentlichkeit (1969)
- Aufgabe und Stellung der katholischen Theologie in der Gegenwart (1970)

## Bekannte Teilnehmer (Auswahl)
- Hans-Joachim Arndt
- Hans Barion
- Ernst-Wolfgang Böckenförde
- Axel Freiherr von Campenhausen
- Werner Conze
- Martin Drath
- Ernst Forsthoff
- Julien Freund
- Arnold Gehlen
- Richard Hauser
- Dieter Henrich
- Marcel Hepp
- Robert Hepp
- Eike Christian Hirsch
- Kurt Hübner
- Pascual Jordan
- Marianne Kesting
- Klaus-Michael Kodalle
- Reinhart Koselleck
- Martin Kriele
- Karl Larenz
- Hermann Lübbe
- Niklas Luhmann
- Christian Meier
- Armin Mohler
- Wolfgang Preisendanz
- Helmut Quaritsch
- Joachim Ritter
- Günter Rohrmoser
- Carl Schmitt
- Hans Schomerus
- Hubert Schrade
- Robert Spaemann
- Rainer Specht
- Heinhard Steiger
- Ernst Tugendhat
- Franz Wieacker
- Bernard Willms